# ViaLagos
ViaLagos é uma empresa da Motiva que administra a RJ-124, Rodovia dos Lagos, com 56 quilômetros de extensão ligando Rio Bonito a São Pedro da Aldeia, passando por Araruama e Iguaba Grande.